# Assassijnen

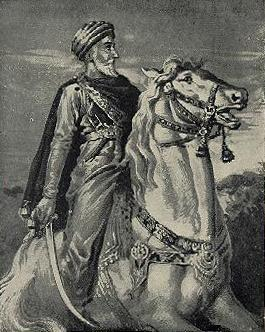
Hassan al-Sabbah

De Assassijnen vormden een sjiitische ismaëlitische sekte die aan het eind van de elfde eeuw werd geleid door Hassan-i Sabbah. Ze worden veelal als de sekte der nizari's aangeduid. Ze waren met name vertegenwoordigd in (het huidige) Syrië en Iran. In Europa werden ze voor het eerst beschreven door Marco Polo.

## Geschiedenis
De stichter van de Assassijnen, Hassan-i Sabbah, was een Perzische sjiiet van Arabische komaf  die in 1078 te Caïro aanhanger en propagandist werd van het bewind der Fatimiden. Hij zou zijn volgelingen hasjiesj toedienen om ze een blik in het paradijselijke hiernamaals te gunnen en ze aldus te motiveren tot de deelname aan oorlogen en het plegen van aanslagen. Assassijn wordt wel verondersteld een verbastering te zijn van hashshashin, dat betekent: zij die zich met hasjiesj bedwelmen. Oorspronkelijk gebruikten hun tegenstanders dit woord om de leden van deze sekte te beledigen. De Engelse en Franse woorden assassin en assassinat ("assassination"), die respectievelijk (sluip)moordenaar en (sluip)moord betekenen, zijn (al in de middeleeuwen) ontleend aan de naam der Assassijnen. Er wordt echter beweerd dat de waarheid achter deze woorden er heel anders uitziet, in teruggevonden documenten afkomstig van Alamoet staat dat Hassan-i Sabbah zijn volgelingen graag aansprak met Asasiyun, wat betekent "zij die trouw zijn aan de Asās", wat op zijn beurt betekent "Oprichting van het geloof". Dit woord werd mogelijk verkeerd begrepen door reizigers en vervormd tot hasjiesj.
Tegen het einde van de 11e eeuw was de vesting Alamoet het hoofdkwartier van deze beweging. De Assassijnen verzetten zich niet alleen met geweld en verraad tegen de kruisvaarders in Palestina maar ook tegen vele islamitische heersers.
De Mongoolse veroveraar Hoelagoe maakte in 1256 een einde aan de activiteit van de sekte in Perzië. De mammelukken-sultan Baibars maakte in 1273 een einde aan hun politiek bestaan in Syrië. Onder verschillende benamingen hebben zich tot in onze tijd aanhangers van deze Ismaëlische leer gehandhaafd, onder andere in Pakistan en India de zogenaamde Chodja's onder de Aga Khan.

## Trivia
- De Assassijnen spelen de hoofdrol in Vladimir Bartols roman Alamut uit 1938. De roman vertelt het verhaal van Hasan al-Sabah en de Assassijnen. De titel van het boek is afgeleid van hun fort: Alamoet.
- Een gefictionaliseerde versie van de Assassijnen speelt een belangrijke rol in de verhaallijn van de computerspelreeks Assassin's Creed.